# 入江義夫
入江 義夫（いりえ よしお、1930年〈昭和5年〉 - 2013年）は日本の特撮映画専門の美術デザイナー、造形家。東京都出身。

## 経歴
都立の工芸学校を卒業後、日本大学芸術学部映画科に入学。
1952年（昭和27年）、日大を卒業後、アルバイトとして新東宝の撮影所に美術助手として参加。
1953年（昭和28年）、新東宝の映画『戦艦大和』、『潜水艦ろ号 未だ浮上せず』で特撮美術を担当。
同年夏、砧の東宝撮影所と特殊美術スタッフとして契約。渡辺明美術監督の下、『太平洋の鷲』に美術助手として参加。空母空母のミニチュアの図面引き及び、その制作を行った。
1954年（昭和29年）、日本初の特撮怪獣映画『ゴジラ』のあと、東宝では「特殊美術課」を撮影所内に設置。入江はここで美術監督の渡辺明の下、『空の大怪獣ラドン』（1956年）や『地球防衛軍』（1957年）といった特撮映画のミニチュア、小道具の図面作成を担当した。
1966年（昭和41年）、この夏の『ゼロ・ファイター 大空戦』を最後に、ピープロダクション制作のテレビ映画『マグマ大使』（フジテレビ）の制作に参加するため東宝を退社。東急エージェンシーと契約し、同じく東宝特美課を退社した開米栄三や照井栄、比留間伸志とともに『マグマ大使』に参加し、「特殊美術監督」として特撮美術全般を担当した。
『マグマ大使』では、途中で主要美術スタッフの大橋史典が同じく東急エージェンシーのテレビ映画『怪獣王子』（フジテレビ）の現場へ移ったため、第2話の怪獣「モグネス」から、入江が怪獣デザインを手がけた。怪獣の造形は開米や照井と撮影所である「栄スタジオ」の脇に建てられた造型小屋で行った。
『マグマ大使』のあと、『怪獣王子』に続く特撮作品の準備を進めていたが、東急エージェンシーが特撮から撤退したため中止となった。その後、東宝プロデューサーの田中友幸から大阪万国博覧会の三菱未来館用の展示用模型製作を依頼され、『マグマ大使』で集めたスタッフ30人ほどで「入江プロダクション」を設立。以後コマーシャルフィルムや、各種展示用のジオラマ模型制作を行う。
1969年（昭和44年）、宣弘社で『光速エスパー』のパイロットフィルムのミニチュアを制作。ほかにも何本かテレビ番組のパイロットフィルムに参加したという。同年、大阪万国博覧会の三菱未来館用の展示用模型を制作。
1972年（昭和47年）、手塚治虫から直々に依頼を受け、カラー実写テレビ版『鉄腕アトム』を検討。アトムのコスチューム（女子が演じた）を制作する。手塚と2人で極秘裏に進めたこの企画だが、虫プロダクションが倒産したためお流れとなった。
以後は各県の「県民の森」等の森林学習展示館のジオラマなど、模型制作を主体に業務を行う。
2013年（平成27年）、死去。

## 人物・エピソード
入江の担当した映像作品は、新東宝・東宝の映画作品のほかは、テレビ番組『マグマ大使』だけである。美術スタッフとして入江は、もともと図面引きが得意だったため、図面作りとミニチュア制作を担当したが、美術助手だったため、名前がクレジットされたのは『マグマ大使』が初めてだった。
『ゴジラ』（1954年）では井上泰幸とともにミニチュア作りを行ったが、ゴジラが壊す銀座の建物は、実物の計測許可が下りず、10センチメートルずつ紅白に塗った2メートルの棒を基準に尺を採って図面を引いた。東宝から渡された建物の図面は日劇と勝鬨橋の2枚だけだったという。『ゴジラ』では映画のタイアップ企業である森永乳業のネオン看板だけは壊すなと東宝から指示があったという。『マグマ大使』ではスポンサーのロッテの看板が頻出するが、これはプロデューサーの要求だった。
「きちんと図面を引かないといい加減なものが出来てセットが嘘っぽくなる」、「特撮のミニチュアは綺麗に壊すために丁寧に作らなければならない」として、『マグマ大使』ではテレビ番組でありながらロケハンを行い、日光の二荒山神社やいろは坂、新宿駅西口、東大寺大仏殿、上野美術館、国会議事堂など、映画作品並みに手間暇をかけて本物そっくりなフルスケールのミニチュアセットを組んだ。東大寺大仏殿は、内部に大仏まで作り込むこだわりようだったが、これも入江のポリシーに基づくものだった。
東宝時代はミニチュア飛行機制作のほとんどを任されており、円谷英二が飛行機好きであったことも相まって徐々に大型化し、映画『青島要塞爆撃命令』では1/1の復元を手掛けるに至った。『地球防衛軍』では、M4中戦車の実物大模型も手掛けた。ミニチュアの縮尺は円谷が指示していたが、尺貫法で指定するため、メートル法に直さなければならなかったという。特撮では模型が撮影の中心となるため、重用されていた一方で不具合があると円谷から怒られる立場でもあった。
脚本家たちと打ち合わせを重ねながらデザインし、開米栄三とともに制作した『マグマ大使』の怪獣だが、当時は怪獣のぬいぐるみの素材のウレタンマットも業者卸などない時代で、布団マットを切って中身のウレタンを使ったが、大量に買い付けたため都下で品不足になったりと苦労が多かったという。
『マグマ大使』当時、栄スタジオでのミニチュア制作はほとんど連日泊まり込み、徹夜の連続だったそうだが、当時30代で若かったことと、「初の連続カラーテレビ特撮」、裏番組である「円谷のオヤジさんのとこ（円谷特技プロ）の『ウルトラマン』（TBS）に負けるな」という意気込みで一年間を乗り切ったという。

## 参加作品

### 映画
| 公開年月日     | 作品名                                  | 制作（配給） | 主な制作物                                |
| -------------- | --------------------------------------- | ------------ | ----------------------------------------- |
| 1953年10月21日 | 太平洋の鷲                              | 東宝         |                                           |
| 1954年11月3日  | ゴジラ                                  | 東宝         | - 国会議事堂 - 服部時計店 - 勝鬨橋        |
| 1955年4月24日  | ゴジラの逆襲                            | 東宝         |                                           |
| 1956年12月26日 | 空の大怪獣ラドン                        | 東宝         | オネストジョン                            |
| 1957年12月28日 | 地球防衛軍                              | 東宝         | M4中戦車（実物大）                        |
| 1959年10月25日 | 日本誕生                                | 東宝         |                                           |
| 1959年12月26日 | 宇宙大戦争                              | 東宝         |                                           |
| 1960年4月26日  | ハワイ・ミッドウェイ大海空戦 太平洋の嵐 | 東宝         |                                           |
| 1961年7月30日  | モスラ                                  | 東宝         | - 渋谷セット - ニューカーク・シティセット |
| 1961年10月8日  | 世界大戦争                              | 東宝         |                                           |
| 1962年3月21日  | 妖星ゴラス                              | 東宝         |                                           |
| 1963年1月3日   | 太平洋の翼                              | 東宝         |                                           |
| 1963年5月29日  | 青島要塞爆撃命令                        | 東宝         |                                           |
| 1963年12月22日 | 海底軍艦                                | 東宝         |                                           |
| 1965年8月8日   | フランケンシュタイン対地底怪獣          | 東宝         |                                           |